# Eleição para governador de Indiana em 2012
A eleição para governador do estado americano da Indiana foi realizada em 6 de novembro de 2012 em simultâneo com as eleições para a câmara dos representantes, para o senado, para alguns governos estaduais e para o presidente da república. O governador Mitch Daniels não pode concorrer a reeleição porque a legislação estadual não permite um terceiro mandato. O candidato republicano foi o congressista Mike Pence, e o candidato democrata foi o ex-presidente da Câmara dos Representantes da Indiana John R. Gregg. Pence e Gregg venceram as primárias de seus partidos sem oposição. Pence venceu a eleição com 49,49% dos votos.